# 5211 Stevenson
5211 Stevenson (1989 NX) là một tiểu hành tinh vành đai chính được phát hiện ngày 8 tháng 7 năm 1989 bởi C. S. Shoemaker ở Palomar.